# Вільшанка (Поліський район)
Вільшанка — колишнє село в Україні Поліського району Київської області, що знято з обліку в зв'язку з відселенням мешканців внаслідок аварії на ЧАЕС. Розташоване на правому березі р. Ілля.
Село розміщується за 29 км від колишнього районного центру Поліське (Хабне), і за 14 км від залізничної станції Товстий Ліс.
Час виникнення поселення невідомий.
1864 року у селі було 24 двори і мешкало 140 мешканців, а 1886 року населення становило вже 218 осіб.
Станом на 1900 рік у Вільшанці був 31 двір та мешкало 238 мешканців. Селяни займалися хліборобством. У селі була школа грамоти. Підпорядковувалося Мартиновицькій волості Радомисльського повіту.
1935 року на хуторі було вже 58 двори.
Село в усі часи мало вигляд однієї довгої вулиці, витягнутої на 1 км вздовж річки Ілля. Село підпорядковувалося Луб'янській сільській раді Поліського району.
У 1980-х роках в селі мешкало близько 260 осіб.
На момент евакуації кількість населення становило 137 осіб, 64 господарств. Село було евакуйоване 07.05.1986 року. Мешканців села було переселено до сіл Велика Бугаївка та Погреби (Обухівський район).
Село було виселене внаслідок сильного радіаційного забруднення 1986 року. Село офіційно зняте з обліку 1999 року через відсутність населення.
Після Чорнобильської катастрофи село увійшло до 30-кілометрової зони відчуження.
Частина території села згоріла під час лісових пожеж у 2020 році.
З лютого по квітень 2022 року село було окуповане російськими військами внаслідок вторгнення 2022 року.